# Heliconia, Antioquia
Heliconia là một khu tự quản thuộc tỉnh Antioquia, Colombia. Thủ phủ của khu tự quản Heliconia đóng tại Heliconia Khu tự quản Heliconia có diện tích 117 ki lô mét vuông. Đến thời điểm ngày 28 tháng 5 năm 2005, khu tự quản Heliconia có dân số 7048 người.